# Arado Ar 65
Arado Ar 65 — немецкий одноместный истребитель-биплан 1930-х годов, который был разработан на основе конструкции самолёта Ar 64. Самолёт имел модернизированный двигатель BMW VI.

## История
К началу 1930-х годов Германия, в соответствии с положениями Версальского договора, не имела право иметь военную авиацию. Но в то же время Германия стала одной из наиболее развитых авиационных стран, хотя люфтваффе находилось под запретом. Немецкий авиационно-спортивный союз насчитывал не менее 50 000 членов. В авиашколах в Шлейсхеме и в т.н. "демонстрационных" отрядах "Дебериц" и "Дамм" шла подготовка военных пилотов. Рейхсминистерство обороны обязало авиапромышленность разработать боевой самолёт для тайно создаваемых ВВС Германии.
Работы пор созданию истребителей вели две компании "Арадо хандельсгезельшафт" и "Эрнст Хейнкель флюгерцойгверке". Главный конструктор фирмы "Арадо" Вальтер Ретель в 1930 году разработал истребитель Arado Ar.65, который представлял собой дальнейшее развитие конструкции Ar.64b и отличался увеличенными размерами планера и более мощной модификацией двигателя. Первый прототип был готов к испытаниям уже в 1931 году.
Было изготовлено три прототипа (Ar.65a, Ar65b и Ar.65c), которые отличались друг от друга в деталях конструкции и оборудования. Испытания прототипов показали, что перед запуском в серийное производство самолёт требует серьезной доводки. Конструкторы опустили двигатель, изменили конструкцию хвостовой части фюзеляжа и установили дополнительные подкосы бипланов коробки.
Первый полёт новая модификация самолёта совершила в 1932 году. Несмотря на то, что после доработок взлётная масса увеличилась, управляемость самолёта и его характеристики улучшились. Этот самолёт послужил прототипом серийного истребителя Ar.65E и Ar.65F, которые выпускались с 1933 года. Серийный выпуск этих истребителей завершился в первой половине 1936 года. Всего было выпущено 85 самолётов.

## Конструкция
Самолет Arado Ar.65 представлял собой одностоечный расчалочный биплан смешанной конструкции (металлический фюзеляж и деревянное крыло) с неубирающимся шасси.
Фюзеляж самолета имел силовой каркас в виде пространственной фермы из прямоугольных секций, сваренных из стальных труб. Обшивка фюзеляжа в носовой части алюминий, обшивка задней части полотно.
Крылья деревянные, на верхнем крыле установлен элерон. Хвостовое оперение - металлический каркас, обшивка полотно.
Силовая установка 12-ти цилиндровый двигатель водяного охлаждения BMW-VI 7,3 мощностью 750 л.с. Топливный бак, объемом в 220 литров был установлен за противопожарной перегородкой. Воздушный винт деревянный четырехлопастный постоянного шага.

## Вооружение
На истребитель были установлены два 7,92-мм пулемёта MG 17 (с боекомплектом 500 шт. патронов). Большой бомбоотсек на 6-10 кг бомб.

## Эксплуатация
Первыми частями, получившими истребители Ar.65 стали "демонстрационные" отряды "Дебириц" и "Дамм", в марте 1935 года реорганизованные в истребительные группы. В дальнейшем серийные самолёты поставлялись в истребительную школу в Шлейссхейме. В течение 1937-1938 гг. их полностью заменили на Heinkel He.52C и Arado Ar.68E. С 1936 года Ar.65 считался учебным самолётом и они были отправлены в учебные части.
В боевых действиях самолёт участие не принимал. Единственной страной, куда самолёт поставлялся на экспорт, была Болгария. Согласно договору о военном сотрудничестве болгарским ВВС в 1937 году было передано 12 самолётов Ar.65F. Все они были переданы в учебную эскадрилью и эксплуатировались до 1942 года.

## Варианты и модификации
- Ar 65a (бортовой номер W/nr 71) — первый прототип образца 1931 года с 12-цилиндровым двигателем водяного охлаждения ВМW-VI 7.3 (750 л. с.)
- Ar 65b (бортовой номер W/nr 77) — второй прототип
- Ar 65c — третий прототип
- Ar 65d — первая серийная модель образца 1932 года, имела меньший по высоте гаргрот за кабиной и опущенную вниз заднюю часть фюзеляжа. Всего изготовлено 10 шт. Двигатель ВМW-VI 7.3 (750 л. с.)
- Ar 65E — вторая серийная модель без бомбоотсека, но с установленной радиостанцией.
- Ar 65F — третья серийная модель, имела незначительные изменения в конструкции и новое оборудование, увеличившее взлетный вес на 40 кг

## Лётно-технические характеристики
Двигатель:
тип: ВМW-VI 7.3
мощность = 750 л. с.
Размах крыла, м = 11,2
Длина самолёта, м = 8,38
Высота самолёта, м = 3,40
Площадь крыла, м² = 29
Масса, кг:
пустого самолёта = 1511
взлётная = 1930
Максимальная скорость, км/ч = 298
Скороподъёмность, м/с = 10,5
Практический потолок, м = 7600
Дальность полёта, км = 560

## Операторы
- Германия — приняты на вооружение в 1933 году, сняты с вооружения в 1936 году.
- Болгария — 12 истребителей, подарены в 1936 году. Приняты на вооружение в 1937 году[3] под наименованием самолет 7027 «Орёл». В 1939 году переданы лётной школе, в качестве учебных машин использовались до конца 1943 года, последняя машина была снята с вооружения в 1944 году.